# What a Man Gotta Do
Singles de Jonas Brothers
Like It's Christmas (en)
(2019) X (feat. Karol G)
(2020)
What a Man Gotta Do est une chanson des Jonas Brothers sortie le 17 janvier 2020. C'est le premier single extrait de leur sixième album à venir.

## Classements et certifications

### Classements hebdomadaires
| Classement (2020)                       | Meilleure position |
| --------------------------------------- | ------------------ |
| Allemagne (GfK Entertainment)           | 67                 |
| Australie (ARIA)                        | 22                 |
| Autriche (Ö3 Austria Top 40)            | 33                 |
| Belgique (Flandre Ultratop 50 Singles)  | 21                 |
| Belgique (Flandre Ultratop 50 Airplay)  | 22                 |
| Belgique (Wallonie Ultratop 50 Singles) | 48                 |
| Belgique (Wallonie Ultratop 50 Airplay) | 32                 |
| Canada (Hot 100)                        | 19                 |
| Canada (Adult Contemporary)             | 32                 |
| Canada (CHR/Top 40)                     | 13                 |
| Canada (Hot AC)                         | 14                 |
| Écosse (OCC)                            | 4                  |
| États-Unis (Hot 100)                    | 16                 |
| États-Unis (Adult Contemporary)         | 22                 |
| États-Unis (Adult Pop Songs)            | 11                 |
| États-Unis (Pop Airplay)                | 14                 |
| France (SNEP)                           | 152                |
| France (SNEP Ventes)                    | 25                 |
| Hongrie (Rádiós Top 40)                 | 18                 |
| Hongrie (Stream Top 40)                 | 24                 |
| Irlande (IRMA)                          | 18                 |
| Nouvelle-Zélande (RMNZ)                 | 31                 |
| Pays-Bas (Nederlandse Top 40)           | 20                 |
| Pays-Bas (Single Top 100)               | 40                 |
| Pologne (ZPAV)                          | 21                 |
| Portugal (AFP)                          | 73                 |
| Tchéquie (IFPI Rádio)                   | 23                 |
| Royaume-Uni (UK Singles Chart)          | 22                 |
| Slovaquie (IFPI Rádio)                  | 34                 |
| Suède (Sverigetopplistan)               | 64                 |
| Suisse (Schweizer Hitparade)            | 33                 |

### Certifications
| Région | Certification | Ventes/Streams |
| --- | ------------- | -------------- |
| Canada (Music Canada) | Or            | 40 000^        |
| *Ventes selon la certification ^Mise en rayon selon la certification xNon précisé par la certification ‡ventes/streaming selon la certification |               |                |

## Historique de sortie
| Pays        | Date            | Format                                            | Label     | Réf.   |
| ----------- | --------------- | ------------------------------------------------- | --------- | ------ |
| Divers      | 17 janvier 2020 | - Téléchargement - streaming                      | Republic  |        |
| Australie   | 17 janvier 2020 | Contemporary hit radio                            | Universal | [ 34 ] |
| Royaume-Uni | 18 janvier 2020 | Contemporary hit radio                            | Island    | [ 35 ] |
| États-Unis  | 20 janvier 2020 | Hot/Modern/AC radio                               | Republic  | [ 36 ] |
| États-Unis  | 21 janvier 2020 | Contemporary hit radio                            | Republic  | [ 37 ] |
| Royaume-Uni | 25 janvier 2020 | Adult contemporary radio                          | Island    | [ 38 ] |
| Divers      | mai 2020        | 45 tours picture-disc, cassette single, CD single | Island    | ,      |